# Варюс, Сайя
Сайя Варюс (род. 30 января 1965 в Паркано) — финская певица. Работала учителем музыки. Приобрела известность в 1996 году, когда завоевала титул "Королевы танго" на Ярмарке танго в Сейняйоки. После чего заключила контракт с MTV-Musiikki. Ее дебютный альбом Saija Varjus вышел в 1997 году. Больший успех имел её третий альбом Tähtiin kirjoitettu занявший 32 место в Suomen Virallinen lista в 2000 году, а его заглавный сингл Kuiskaten 16 место там же. 13 октября 2007 года Варюс вышла замуж за гитариста Петри Хямяляйнена.

## Дискография
- Saija Varjus (1997)
- Yambaijaa (1998)
- Tähtiin kirjoitettu (2000)
- Parhaat (2001)
- Ihana aamu (2002)
- Varjus (2007)

## Внешние ссылки
- Saija Varjus. Discogs.
- Saija Varjus. iTunes.